# Jaroszowiec Olkuski
Jaroszowiec Olkuski – stacja kolejowa w Jaroszowcu, w województwie małopolskim. Do roku 1964 nosiła nazwę Rabsztyn.

## Ruch pasażerski

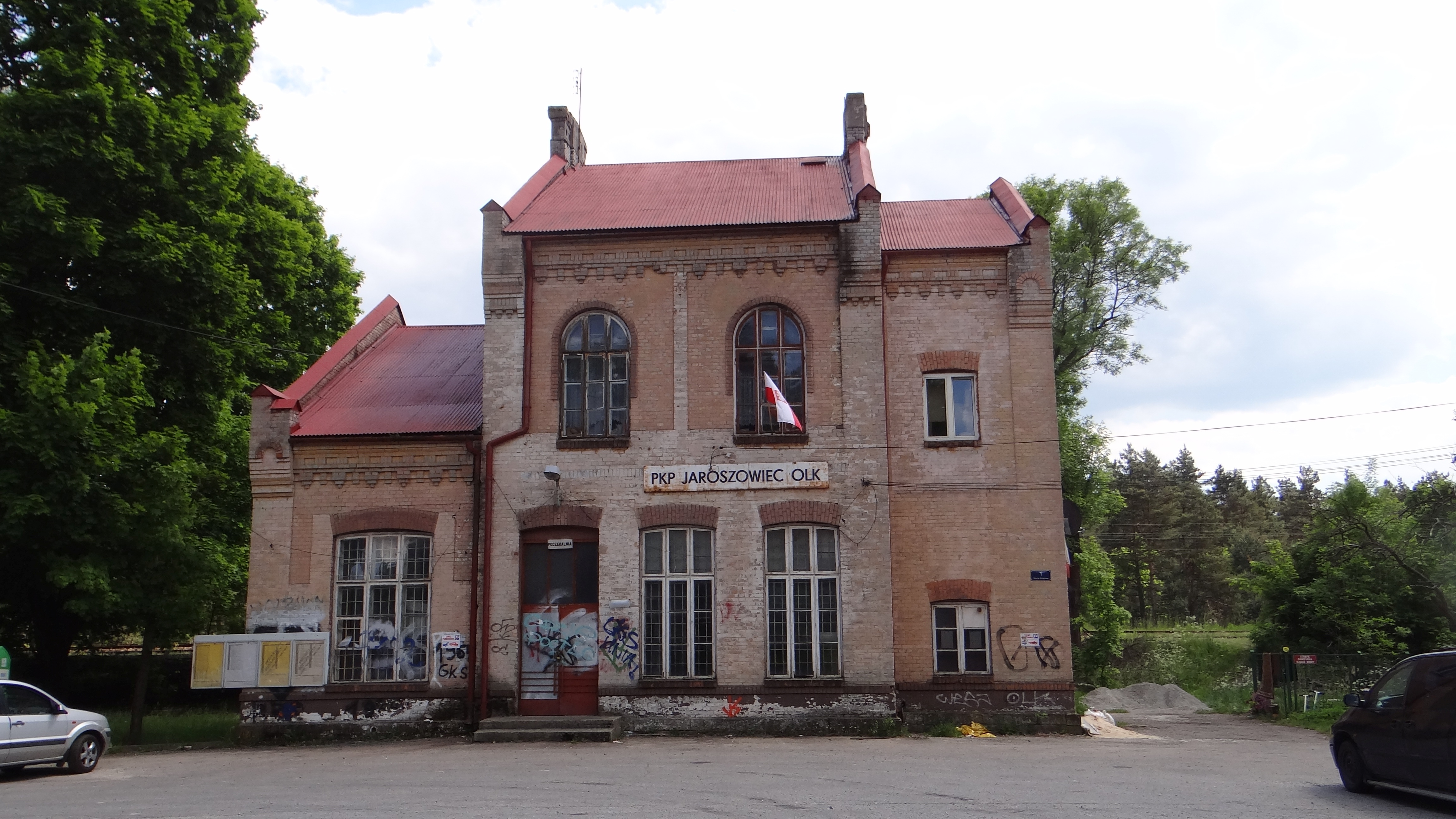
Stacja Jaroszowiec od strony drogi

| Rok  | Wymiana pasażerska na dobę |
| ---- | -------------------------- |
| 2017 | 10-19                      |
| 2018 | 10-19                      |
| 2019 | 10-19                      |
| 2020 | 10-19                      |
| 2021 | 10-19                      |
| 2022 | 20-49                      |
| 2023 | 20-49                      |